# ショアハム＝バイ＝シー
ショアハム＝バイ＝シー（英語: Shoreham-by-Sea）は、イングランドのウェスト・サセックスにある海岸沿いの町。ワージングとブライトン・アンド・ホヴのおよそ中間点に位置する。面積は2,430エーカーで2011年時点での人口は20,547人。
町はサウス・ダウンズの南端にあり、西側にエイドゥー渓谷、南側にはエイドゥー川とイギリス海峡がある。

## 歴史
町の歴史はローマ帝国以前まで遡ることができ、地名は古い英語に由来する。その後、11世紀のノルマン・コンクエストによって町並みと港が整備された。
アラブ人学者のイドリースィーは1153年の著作においてショアハムに言及している。
近代では、近隣にあるブライトン、ホヴ、ワージングといった町の急速な成長と1840年の鉄道敷設によってヴィクトリア時代の港町として栄え、造船業も盛んに行われた。なおショアハム港は現在でも利用されている。その後、行政上は1910年に都市ディストリクトとなった。

### ショアハム・ビーチ
町の南側にあるショアハム・ビーチは数千年にわたる漂砂によって砂嘴になっている。これによってエイドゥー川の流れが東に変わり、イギリス海峡に流れ込んでいる。川の流れが現在のようになったのは1816年の工事がきっかけである。これによって港の出口が定まり、1857年には防衛のためにショアハム砦が築かれた。
その後運送の主役が鉄道に変わった20世紀には、初期の映画産業がこの地で育まれた。1912年にはサニー・サウス・フィルム会社を設立したフランシス・L・リンドハーストがこの地に映画スタジオを建設した。1910年にはショアハム・ビーチが正式にショアハム＝バイ＝シーに組み込まれた。
ただ第二次世界大戦期には本土防衛のために沿岸の家屋が一掃され、その後はリゾート地として高級住宅が建設されるようになった。その中で1913年に建設されたグッド・シェパード教会は今もその姿を保っている。

### 町の風景と野生動物
町の中をエイドゥー川が流れるショアハム＝バイ＝シーには、数多くの動植物が生息している。川沿いの湿地には水鳥が集まり、ハジロコチドリなども営巣を行う。また冬にはタイリクハクセキレイをよく見ることができる。湿地にはトンボなどの昆虫も多く生息しており、少なくとも33種の蝶を見ることができる。

## 交通
ブライトン・シティ空港が町の西隣にあるが、2006年以降はプライベートジェット専用となっている。この空港はたびたび映画の撮影現場となっており、名探偵ポワロやダ・ヴィンチ・コード でもこの空港で撮影が行われた。
鉄道ではウェスト・コーストウェイ線のショアハム＝バイ＝シー駅がある。

## 出身人物
- ハヴァーガル・ブライアン - 作曲家
- レオ・セイヤー - 歌手
- デヴィッド・ライオール - 俳優
- リース・マーフィー - サッカー選手